# اندی کانن
اندی کانن (انگلیسی: Andy Cannon؛ زادهٔ ۱۴ مارس ۱۹۹۶) بازیکن فوتبال اهل بریتانیا است.
از باشگاه‌هایی که در آن بازی کرده‌است می‌توان به باشگاه فوتبال روچدیل اشاره کرد.